# Eduardo da Luz
Eduardo da Luz (Montevideo, 9 de febrero de 1954) es un cantante, guitarrista, compositor, director coral y director de espectáculos uruguayo con trayectoria a nivel nacional e internacional.

## Biografía
En la década de 1970 comenzó a salir en carnaval, vinculándose con los barrios Sur y Palermo. En 1974 comenzó a escribir, a realizar arreglos y dirigir para comparsas de carnaval como Serenata Africana, Marabunta, Kanela y su Barakutanga, Senegal, Sinfonía de Ansina, Concierto Lubolo, Tanganica, Raíces, entre otras.
En 2019 fue elegido primer presidente del Sindicato de Carnavaleros (SUCAU).
En épocas de resistencia forjó un gran compromiso social. Terminada la dictadura militar, junto a su guitarra acompañó y abrazó cientos de causas populares en forma totalmente solidaria, compartiendo su arte donde lo necesitaran, en cooperativas, organizaciones de la sociedad civil, sindicatos o escuelas.
En 1999, con la producción de Jorge Nasser, editó Candombe puro, un disco en el que recogió buena parte de su producción hasta entonces y homenajea a figuras y personajes de la escena local. Allí se encuentra el tema Sinfonía de tambores, que fusiona el ritmo africano y elementos de la música clásica, y que ha sido tomado como cortina por diversos programas televisivos.

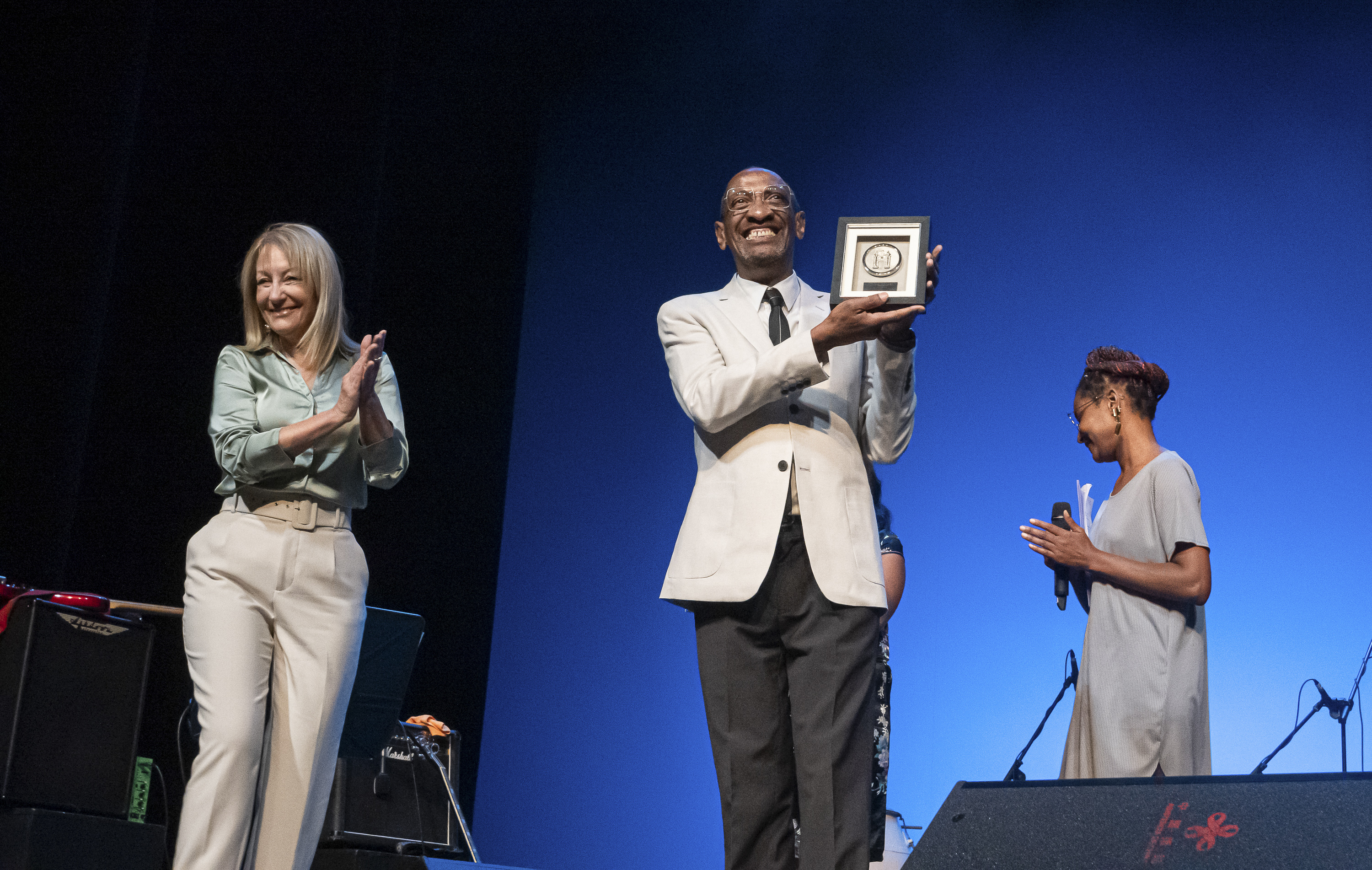
Con la Intendenta de Montevideo Carolina Cosse durante la declaración de Ciudadano Ilustre

Forjó un prestigio en el mundo del carnaval, en el que llegó a obtener 13 primeros premios y 20 menciones en sus distintos roles como compositor, arreglador musical, figura de carnaval y figura dentro de la categoría «Comparsas de negros y lubolos».
Viajó al exterior en varias oportunidades: Francia (Niza, Mónaco y Cannes), Australia (Sídney) España (Barcelona y Sevilla). Participó en 2007 del festival de jazz de Montreux, Suiza. 
Realizó una gira presentando su disco por EE. UU. y Canadá. En Argentina ganó el Festival Popular de Ramos Mejía, en Brasil participó de la inauguración del Memorial Latinoamericano en San Pablo.
Fue declarado Ciudadano Ilustre por la Intendencia de Montevideo el 3 de diciembre de 2023.